# Међународна унија студената
Међународна унија студената, познатија под скраћеницом IUS, светско је нестраначко удружење универзитетских студентских организација.
IUS је кровно удружење које обједињује 155 студентских организација у 112 земаља и територија те захвата приближно 25 милиона студената. Организација Уједињених нација одала је признање удружењу дајући му саветодавни статус у Унеску. Према речима уније, примарни циљ IUS-а је одбрана права и интереса студената како би се побољшала њихова социјална заштита и стандард образовања и како би се студенти припремили за своје задатке демократских грађана.

## Циљ и делокруга
Циљеви IUS-а наведени су у предговору Устава организације из 1946:
Сврха Међународне уније студената, која се темељи на представничким студентским организацијама из различитих земаља, биће одбрана права и интереса ученика како би се побољшала њихова социјална заштита и стандард образовања и како би се студенти припремили за своје задатке демократских грађана.
На основу ставке IUS-а на Унесковом списку невладиних организација, приоритетна подручја рада IUS-а су: „Размена информација, одбрана статуса студената, мир, животна средина, развој, људска права”.

## Симболика логотипа
Логотип и застава IUS-а је запаљена бакља и отворена књига постављена насупрот црвено-плавим обрисима стилизованог глобуса. Сликовито представља истрајно трагање младих за знањем.